# Hermann Loew
Hermann Loew, nemški entomolog in politik, * 19. julij 1807, Weissenfels, Nemčija, † 21. april 1879.
Po diplomi na Univerzi v Halleju je pričel poučevati prirodopis, na matični univerzi in na drugih šolah. Specializiral se je za taksonomijo dvokrilcev in je opisal približno 2700 evropskih vrst, udeležil pa se je tudi odprave na Orient, od koder je prinesel vzorce dodatnih 1300 novih vrst. Znan je bil tudi po anatomski razpravi Horae anatomicae, v kateri je obdelal predvsem anatomijo genitalij reda dvokrilcev. Obširno in v mnogočem pionirsko delo mu je prineslo nadimek »oče dipterologije«.
Udejstvoval se je tudi kot politik, sprva kot član parlamenta v Frankfurtu, a je zaradi razočaranja nad politiko leta 1850 odstopil in se vrnil k poučevanju. Leta 1873 je bil nato izvoljen v berlinsko skupščino, a je tri leta kasneje doživel kap, po kateri si ni več v celoti opomogel.